# Cừu Romane

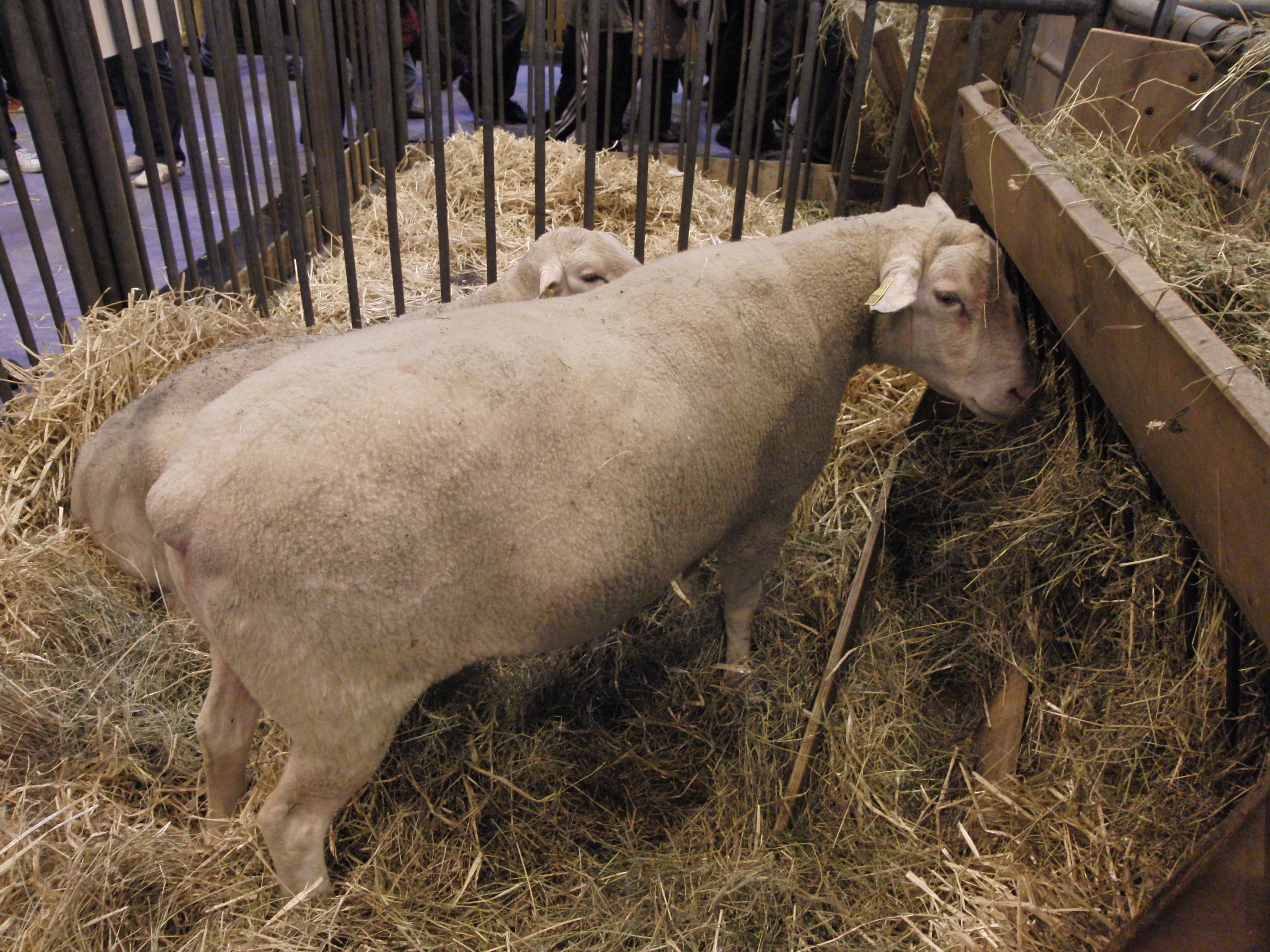
Inra401

Cừu Romane hay còn gọi là cừu INRA 401 là một giống cừu lai cao sản có nguồn gốc từ Pháp, đúng hơn là một chủng cừu trong đó nổi lên trong những năm 1960 như là một kết quả của cơ sở Institut national de la recherche agronomique (INRA) để phát triển một giống mới của cừu hướng thịt bằng việc kết hợp nhiều tính trạng tạo ra thịt ngon. Chúng xuất phát từ việc lai tạo giữa cừu Romanov và cừu Berrichon Cher. Kết quả là một con cừu cho da và lông cừu màu trắng, trong đó có sự năng suất sản lượng cao và thịt cừu chất lượng. Nó được tìm thấy trải rộng trên toàn bộ lãnh thổ Pháp, và có 80.000 trang trại cừu giống này.

## Lịch sử

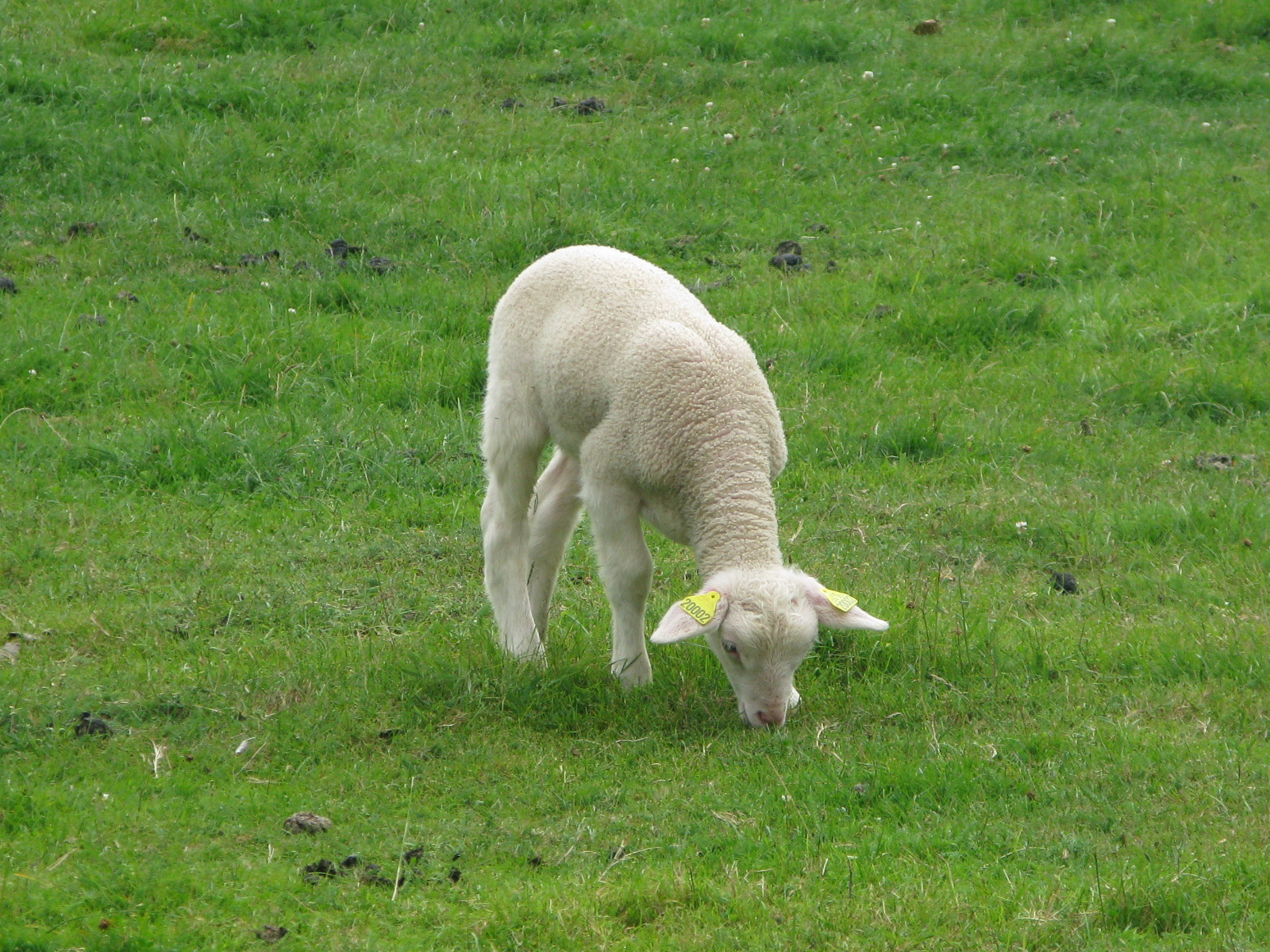
Inra401

Cừu Romane là giống cừu tương đối mới kể từ khi nó được sinh ra như là kết quả của một chương trình nghiên cứu được tiến hành bởi INRA và bắt đầu trong 19631. Vào thời điểm đó, khẩu hiệu của ngành sản xuất cừu là năng suất thông qua việc lai tạo tìm cách cải thiện đến mức sản lượng tối đa. Năng suất cao là một yếu tố quan trọng trong việc sản xuất ở cừu và đây là lý do tại sao các nghiên cứu nông nghiệp Pháp quan tâm đến giống nước ngoài như cừ Phần Lan hoặc cừu Romanov có nguồn gốc tương ứng ở Phần Lan và Nga.
Để tạo thuận lợi cho việc lựa chọn giống và cải thiện những đặc điểm thịt, INRA đã chọn để thay thế cho qua việc tạo ra một cuộc chạy đua mới, hay đúng hơn là một chủng mới, kết hợp khả năng sinh sản tốt và đặc điểm thịt ngon. Từ đó bắt đầu tiếp đến cừu Romanov chuyển qua lai giữa giống cừu Berrichon Cher, một giống cừu thịt của miền Trung nước Pháp chọn cho cuộc tìm kiếm này. Ngày nay, có khoảng 60.000 con cừu, trong đó hơn 11 000 đăng ký và được kiểm soát.

## Đặc điểm

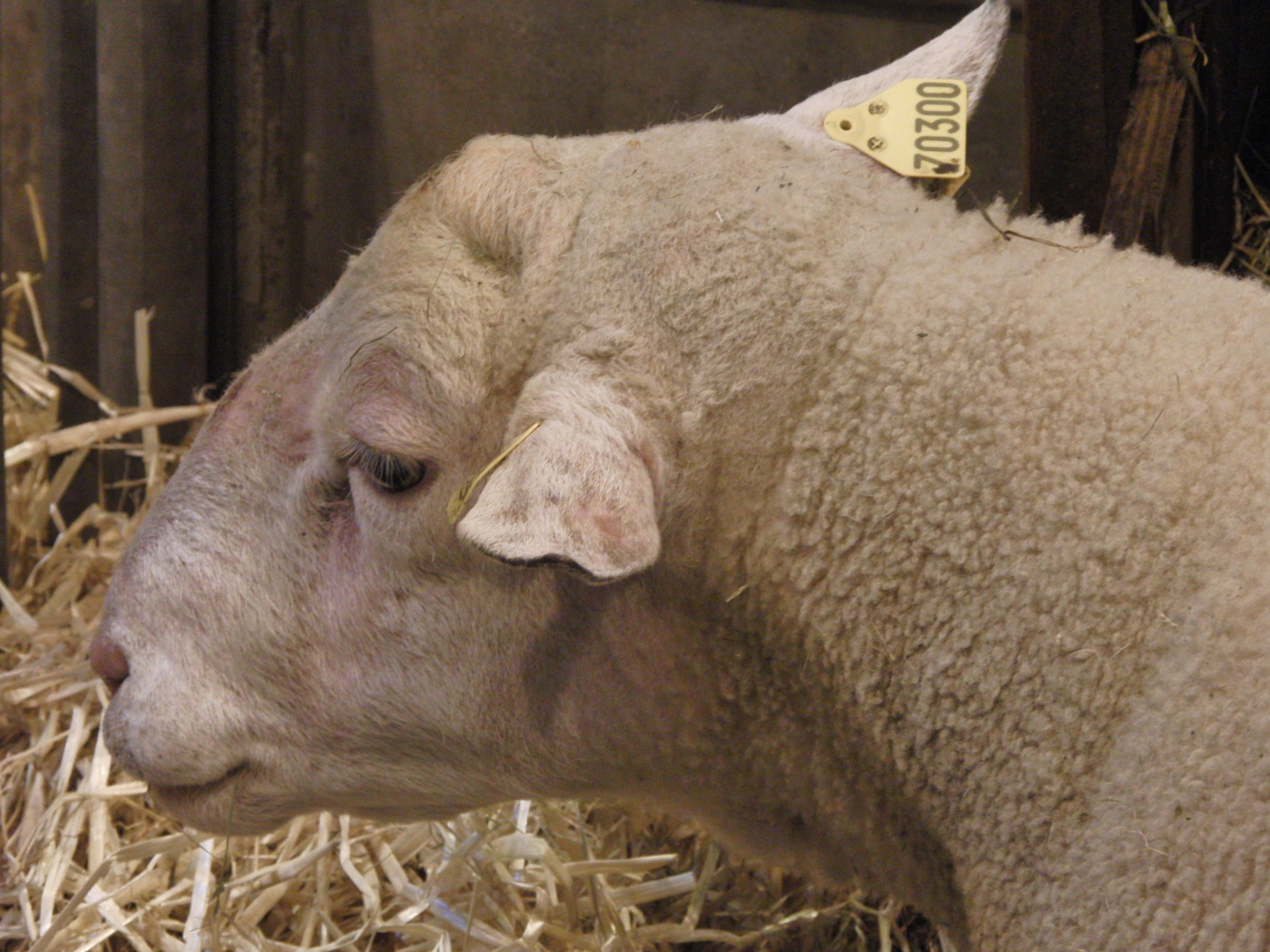
Đầu cừu Inra401

Cừu Romane có một cái đầu tốt, tất cả màu trắng và không có lông, với một cái cổ ngắn. Ngực sâu, dài, thân tròn và chân phát triển tốt của con chiên của mình. Lông cừu của nó rất trắng. Như vậy, một con cừu đực đeo lông cừu 5 kg và 3 kg cừu lông cừu. Lông cừu này không bao gồm đầu. Con cái nặng 60–70 kg và con đực nặng giữa 90 và 100 kg. Cừu Romane kết hợp tính năng mong muốn của cả hai giống.
Vì nguồn gốc khá đặc biệt của nó, cừu Romane được gắn liền với đất không có nguồn gốc. Nó được tìm thấy trên toàn lãnh thổ Pháp, nơi nó được khá phân tán, mặc dù hơi phổ biến ở miền Nam, nơi có 60% lực lượng, và ở vùng đồng bằng ngũ cốc thuộc lưu vực Paris. Ngày nay có 30. 000 con cừu cái. Nó cũng xuất khẩu một ít ở Anh, Tây Ban Nha và Bồ Đào Nha.
Trán chúng phẳng, xương mũi lồi ra, chúng có hố nước mắt, mõm của chúng mỏng, môi hoạt động, răng cửa sắc, nhờ đó chúng có thể gặm được cỏ mọc thấp và bứt được những lá thân cây mềm mại, hợp khẩu vị trên cao để ăn. Chúng có thói quen đi kiếm ăn theo bầy đàn, tạo thành nhóm lớn trên đồng cỏ. Trong da chúng có nhiều tuyến mồ hôi và tuyến mỡ hơn dê. Bởi thế chúng bài tiết mồ hôi nhiều hơn và các cơ quan hô hấp tham gia tích cực hơn vào quá trình điều tiết nhiệt. 

## Chăn nuôi
Chúng có tính bầy đàn cao nên dễ quản lý, chúng thường đi kiếm ăn theo đàn nên việc chăm sóc và quản lý rất thuận lợi. Chúng cũng là loài dễ nuôi, mau lớn, ít tốn công chăm sóc. So với chăn nuôi bò thì chúng là vật nuôi dễ tính hơn, thức ăn của chúng rất đa dạng, thức ăn của chúng là những loại không cạnh tranh với lương thực của người. Chúng là động vật có vú ăn rất nhiều cỏ. 

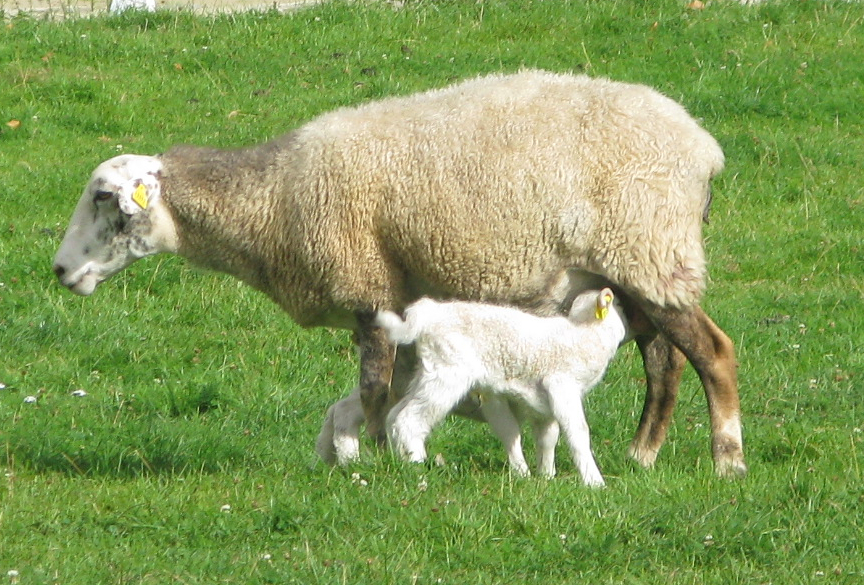

Hầu hết chúng gặm cỏ và ăn các loại cỏ khô khác, tránh các phần thực vật có gỗ nhiều. Chúng có chế độ hoạt động ban ngày, ăn từ sáng đến tối, thỉnh thoảng dừng lại để nghỉ ngơi và nhai lại. Đồng cỏ lý tưởng cho chúng như cỏ và cây họ Đậu. Khác với thức ăn gia súc, thức ăn chính của chúng trong mùa đông là cỏ khô.
Chúng là loài ăn tạp, có thể ăn được nhiều loại thức ăn bao gồm thức ăn thô xanh các loại như: rơm cỏ tươi, khô, rau, củ quả bầu bí các loại, phế phụ phẩm công nông nghiệp và các loại thức ăn tinh bổ sung như cám gạo ngũ cốc. Mỗi ngày chúng có thể ăn được một lượng thức ăn 15-20% thể trọng. Chúng cần một lượng thức ăn tính theo vật chất khô bằng 3,5% thể trọng. Với nhu cầu 65% vật chất khô từ thức ăn thô xanh (0,91 kg) và 35% vật chất khô từ thức ăn tinh (0,49 kg). Khi cho chúng ăn loại thức ăn thô xanh chứa 20% vật chất khô và thức ăn tinh chứa 90% vật chất khô.
Nguồn nước uống là nhu cầu cơ bản của chúng. Lượng nước cần cho chúng biến động theo mùa và loại và chất lượng thực phẩm mà chúng tiêu thụ. Khi chúng ăn nhiều trong các tháng đầu tiên và có mưa (kể cả sương, khi chúng ăn vào sáng sớm), chúng cần ít nước hơn. Khi chúng ăn nhiều cỏ khô thì chúng cần nhiều nước. Chúng cũng cần uống nước sạch, và có thể không uống nếu nước có tảo hoặc chất cặn. Trong một số khẩu phần ăn của chúng cũng bao gồm các khoáng chất, hoặc trộn với lượng ít.

## Chăm sóc
Sau khi cho phối giống 16-17 ngày mà không có biểu hiện động dục lại là có thể cừu đã có chửa, Căn cứ vào ngày phối giống để chuẩn bị đỡ đẻ cho cừu (thời gian mang thai của cừu 146-150 ngày) nhằm hạn chế cừu sơ sinh bị chết; Có thể bồi dưỡng thêm thức ăn tinh và rau cỏ non cho cừu có chửa nhưng tuyệt đối tránh thức ăn hôi mốc; Khi có dấu hiệu sắp đẻ (bầu vú căng, xuống sữa, sụt mông, âm hộ sưng to, dịch nhờn chảy ra, cào bới sàn…) nên nhốt ở chuồng riêng có lót ổ rơm và chăn dắt gần, tránh đồi dốc.
Thông thường cừu mẹ nằm đẻ nhưng cũng có trường hợp đứng đẻ, tốt nhất nên chuẩn bị đỡ đẻ cho cừu; Sau khi đẻ cừu mẹ tự liếm cho con. Tuy nhiên, vẫn phải lấy khăn sạch lau khô cho cừu con, nhất là ở miệng và mũi cho cừu con dễ thở. Lấy chỉ sạch buộc cuống rốn (cách rốn 4–5 cm), cắt cuống rốn cho cừu con và dùng cồn Iod để sát trùng; Giúp cừu con sơ sinh đứng dậy bú sữa đầu càng sớm càng tốt (vì trong sữa đầu có nhiều kháng thể tự nhiên); Đẻ xong cho cừu mẹ uống nước thoải mái (có pha đường 1% hoặc muối 0.5%).
Cừu con trong 10 ngày đầu sau khi đẻ cừu con bú sữa mẹ tự do; Từ 11-21 ngày tuổi cừu con bú mẹ 3 lần/ngày, nên tập cho cừu con ăn thêm thức ăn tinh và cỏ non, ngon; 80-90 ngày tuổi có thể cai sữa. Giai đoạn này phải có cỏ tươi non, ngon cho cừu con để kích thích bộ máy tiêu hóa phát triển (đặc biệt là dạ cỏ) và bù đắp lượng dinh dưỡng thiếu hụt do sữa mẹ cung cấp không đủ; Cừu sinh trưởng và phát triển nhanh, mạnh ở giai đoạn này.